# Chiesa greco-cattolica bulgara
La Chiesa greco-cattolica bulgara è una Chiesa sui iuris di rito bizantino, parte della Chiesa cattolica in piena comunione con la Santa Sede.

## Storia
Sotto lo zar Boris I (852 - 889) i Bulgari accettarono la cristianità nel rito bizantino, con la liturgia celebrata in slavo ecclesiastico. Il suo successore Simeone I (893 - 927) proclamò un patriarcato bulgaro indipendente nel 917, che ottenne riconoscimento da Costantinopoli nel 927 e durò fino alla caduta del Primo impero bulgaro nel 1018. Nel 1186 la Bulgaria riottenne l'indipendenza e nel 1235 il Patriarca di Costantinopoli riconobbe l'indipendenza della Chiesa bulgara e il diritto al patriarcato. La conquista ottomana del 1393 pose fine al patriarcato, il cui territorio fu riunito con quello di Costantinopoli.
Nei secoli seguenti la Chiesa bulgara fu gradualmente ellenizzata: il greco divenne lingua liturgica e i vescovi erano di nazionalità greca. Il nazionalismo del XIX secolo volle opporsi a questa situazione. Per porre termine al conflitto e in risposta alle richieste russe, il Sultano decretò il 12 marzo 1870 l'istituzione di un esarcato bulgaro, indipendente dal patriarca di Costantinopoli, che conseguentemente  scomunicò la Chiesa bulgara, con un provvedimento non riconosciuto da altre Chiese ortodosse autocefale, che fu ritirato solo nel 1945.  Solo dal 1953 il primate della Chiesa ortodossa bulgara ebbe nuovamente il titolo di patriarca.
Questo è lo scenario degli approcci che alcuni bulgari esperirono con Roma negli anni 1859-1861, nella speranza che l'unione con Roma fruttasse alla loro Chiesa la libertà che sentivano negata da Costantinopoli. Papa Pio IX accettò  la loro richiesta e ordinò egli stesso l'archimandrita Josif Sokolski arcivescovo l'8 aprile 1861.
Sebbene l'arcivescovo Sokolski, ottenuto il riconoscimento dalle autorità ottomane, fosse quasi immediatamente deportato su una nave russa e trattenuto a Kiev per il resto della sua vita, il movimento per l'unione con Roma ebbe originariamente circa 60.000 aderenti, ma, in seguito all'istituzione dell'esarcato bulgaro ortodosso da parte del Sultano nel 1870, almeno tre quarti di essi fecero ritorno alla Chiesa ortodossa entro la fine del secolo.
Per i greco-cattolici bulgari rimasti fedeli a Roma, la Santa Sede istituì nel 1883 due vicariati apostolici nei territori europei dell'impero ottomano: il 7 aprile quello di Tracia con sede a Adrianopoli, e il 12 giugno quello di Macedonia con sede a Salonicco. Entrambi i vicariati dipendevano da un arcivescovo amministratore apostolico con sede a Costantinopoli: a Josif Sokolski erano succeduti Rafael Popov (19 novembre 1863 - 1874) e Nil Isvorov (1874 - 1905).
In seguito alle guerre dei Balcani del 1912-1913 e alla prima guerra mondiale, molti bulgari fuggirono dai territori delle odierne Grecia e Turchia verso quella che oggi è la Bulgaria. Nel 1926, soppressi i vicariati apostolici precedenti, fu istituito un esarcato apostolico per i fedeli cattolici di rito bizantino. Ciò fu organizzato soprattutto per iniziativa dell'arcivescovo Angelo Roncalli, il futuro Giovanni XXIII, che nel 1925 era stato nominato visitatore apostolico e successivamente delegato apostolico in Bulgaria, dove rimase fino al 1934.
A differenza di altri regimi comunisti dell'Europa orientale, il governo comunista che prese il potere in Bulgaria dopo la seconda guerra mondiale non abolì la Chiesa greco-cattolica, ma la sottopose a gravi restrizioni, che furono in qualche modo mitigate dopo l'elezione di Giovanni XXIII al soglio di Pietro il 28 ottobre 1958.
Al termine del 2004, l'esarcato apostolico di Sofia contava circa 10.000 battezzati in 21 parrocchie, assistiti da 5 sacerdoti diocesani e 16 religiosi, con altri 17 religiosi e 41 religiose.
L'11 ottobre 2019 l'esarcato apostolico è stato elevato al rango di eparchia con il nome di eparchia di San Giovanni XXIII di Sofia.

## Fonti
- Oriente Cattolico, Sacra Congregazione per le Chiese Orientali, 1974
- Annuario Pontificio
- Cronologia delle sedi greco-cattoliche della Bulgaria
- (FR)  Charles Fabrègues, Le vicariat apostolique bulgare de Thrace, in Echos d'Orient, Tome VI, Année 1903, Paris, pp. 35-40 e 80-85
- (FR)  Siméon Vailhé, Bulgarie, in Dictionnaire de Théologie Catholique, Tomo II, Paris 1905, coll. 1228-1236
- (FR)  Adolphe d'Avril, Bulgarie chrétienne. X De l'union avec l'Eglise romaine, in Revue de l'Orient chrétien, Anno II, Paris 1897, pp. 165–175 (principali testi relativi all'unione)
- (FR)  Crescent Armanet, Le mouvement des Bulgares vers Rome en 1860, in Echos d'Orient, Tomo XII, anno 1909, pp. 355-362; Tomo XIII, anno 1910, pp. 101-110
- (FR)  Louis-Eugène Louvet, Les missions catholiques au XIX siècle, VIII. L'Eglise romaine dans la péninsule des Balkans, in Les Missions Catholiques, Tome XXII, Lyon 1890, pp. 478–480